# Glutaronitril
Glutaronitril, ook pentaandinitril of dicyanopropaan genoemd is een organische verbinding, een nitril met formule {\displaystyle {\ce {C3H6(CN)2}}}. Het dient als uitgangsproduct voor methyldibroomglutaronitril, dat in cosmetica en in zonnebrandcrème zit en soms allergie en eczeem kan uitlokken.
Normaal komt het voor als vloeistof met smeltpunt -29°C en kookpunt 286°C. Het is brandbaar.